# Миноносец № 223
№ 223 — один из десяти миноносцев типа «Циклон», построенных для Российского Императорского флота.

## История корабля
31 марта 1902 года зачислен в списки судов Балтийского флота, в 1901 году заложен на заводе акционерного общества «В. Крейтон и Ко» , спущен на воду 15 октября 1901 года, вступил в строй 12 февраля 1903 года.
Вместе с «№ 221» и «№ 222» входил в состав эскадры вице-адмирала А.А. Вирениуса и направлялся на Дальний Восток. После начала Русско-японской войны получил приказ о возвращении в Россию. 
12 мая 1905 года вышел из Пирея в Россию и 22 августа прибыл в Либаву. Ввиду крайней ненадежности механизмов 10 ноября 1911 года был разоружен и сдан Кронштадтскому военному порту на долговременное хранение. Впоследствии сдан на слом.